# Принс Руперт
Принц Руперт (енгл. Prince Rupert) је град у Канади у покрајини Британска Колумбија. Према резултатима пописа 2011. у граду је живело 12.508 становника.

## Становништво
Према резултатима пописа становништва из 2011. у граду је живело 12.508 становника, што је за -2,4% више у односу на попис из 2006. када је регистровано 12.815 житеља.
| 2006.  | 2011.  |
| ------ | ------ |
| 12.815 | 12.508 |